# Monarca de Makira
El monarca de Makira (Myiagra cervinicauda) és un ocell de la família dels monàrquids (Monarchidae).

## Hàbitat i distribució
Habita boscos, clars i vegetació secundària de les terres baixes de l'illa de Makira, a les illes Salomó meridionals.